# Klasyfikacja win hiszpańskich

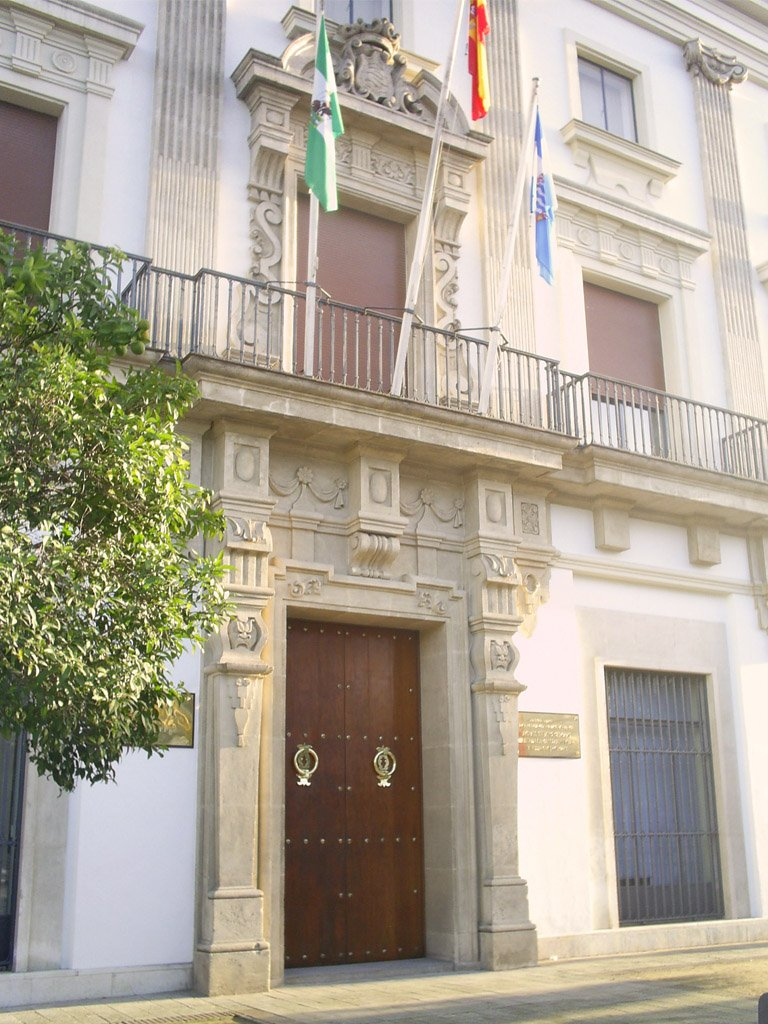
Siedziba komisji oceniającej sherry w Jerez de la Frontera

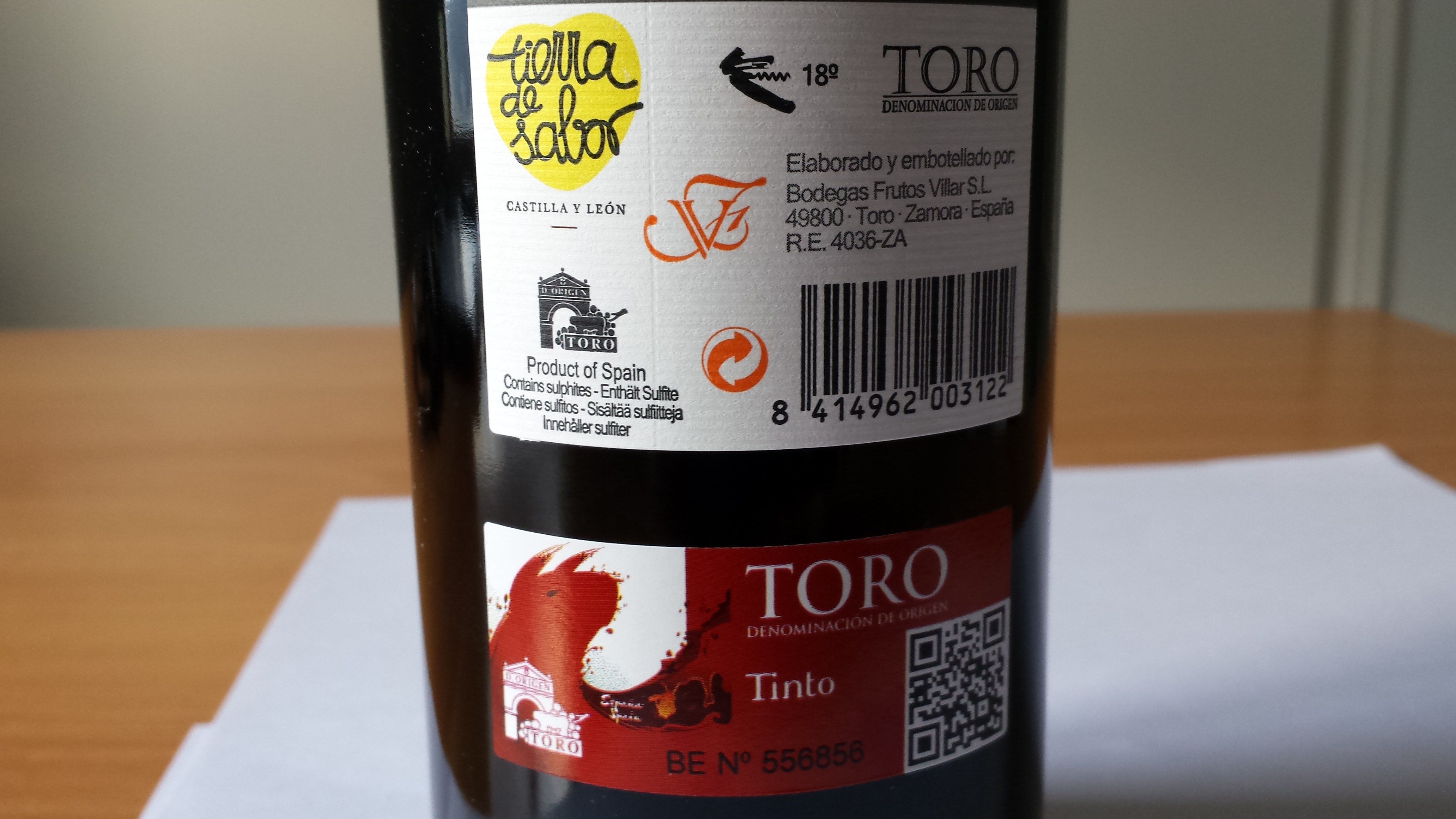
Wino z oznaczeniem regionu (DO Toro)

W Hiszpanii, podobnie jak w innych krajach winiarskich, obowiązuje kilkustopniowa klasyfikacja win, w oparciu o kryteria jakościowe i geograficzne.
Wyróżnia się następujące kategorie, wymienione według stawianych wymagań: od najostrzejszych do najłagodniejszych:
1. Vino de Finca (dosł. wino posiadłości)
2. Vino de Pago (DO Pago)
3. Denominación de Origen Calificada (DOCa / DOQ)
4. Denominación de Origen (DO)
5. Vino de Calidad con Indicación Geográfica (VCIG)
6. Vino de la Tierra (VdT)
7. Vino de Mesa

## Podział według kryteriów regionalno-jakościowych

### Vino de Finca
Wąska kategoria, którą mogą otrzymać jedynie wina wytwarzane od min. 5 lat wyłącznie z winogron z tej samej posiadłości. Drugim wymogiem jest konieczność wykazania międzynarodowego uznania dla wina na przynajmniej 10 lat wstecz.
Tytułu Vino de Finca może używać wino Clos Mogador z regionu Priorat.

### Vino de Pago (DO Pago)
Kategoria jest ograniczona do majątków przetwarzających wyłącznie winogrona z własnych winnic, przerabiane na terenie posiadłości albo w najbliższym sąsiedztwie. Wśród pierwszych winiarni, które ją uzyskały były Dominio de Valdepusa w Toledo, Finca Elez w Albacete oraz Deheza del Carrizal w okolicach Madrytu.

### Denominación de Origen Calificada (DOCa)
Kategoria została wprowadzona w 1981 roku. 
Prawo do oznaczania swoich win kategorią Denominación de Origen Calificada mają wybrane regiony winiarskie produkujące wina o wyróżniającej się jakości i spełniające ostrzejsze wymogi co do uprawy i produkcji wina. Nad przestrzeganiem wymogów czuwają komisje w poszczególnych regionach, które oceniają wino.
Winami DOCa są wina z regionu Rioja i od 2000 Priorat. Priorat stosuje kataloński wariant nazwy: DOQ.
Wśród potencjalnych kandydatów do tej kategorii wymienia się regiony Ribera del Duero, Nawarra, Penedés i region cavy.

### Denominación de Origen (DO)
Kategoria jest zbliżona do francuskiej Appellation d'origine contrôlée i włoskiej Denominazione di origine controllata. W 2009 roku wina z 67 regionów winiarskich miały prawo do oznaczenia Denominación de Origen. Prócz pochodzenia wina muszą spełniać zalecenia komisji regulacyjnej (Consejo Regulador), ustanowionej dla każdego regionu i nadzorującej produkcję wina. Przepisy określają m.in. dozwolone odmiany winogron, maksymalną wydajność upraw i zakres informacji na etykiecie. Komisje oceniają zgodność przedstawianego wina z typowym charakterem w apelacji. Każda Consejo Regulador ma swoje logo, umieszczane na aprobowanych winach.

### Vino de Calidad con Indicación Geográfica (VCIG)
Kategoria dla win aspirujących do statusu DO. Porównywana z francuską VDQS. Wina muszą pochodzić z określonego regionu i spełnić kryteria jakościowe powyżej kategorii vino de la tierra.

### Vino de la Tierra (VdT)
Kategoria dla win z ograniczonego regionu (comarca). Wymagania jakościowe są postawione niżej niż w przypadku Denominación de Origen. Dozwolone odmiany winogron są uregulowane przepisami. W Katalonii używa się określenia vi de la terra.

### Vino de Mesa (VdM)
Najprostsza kategoria win, które mogą składać się z win z różnych regionów i roczników. Nie ma wymogu podawania pochodzenia winogron. Dosłownie oznacza wino domowe, a w klasyfikacji UE odpowiada winu stołowemu. Katalońska nazwa to vi de taula.

## Dodatkowe klasyfikacje
Na winach hiszpańskich często spotykane są określenia cosecha, joven, crianza i reserva. Odnoszą się one do wieku i sposobu dojrzewania wina.
- Wina z oznaczeniem cosecha pochodzą przynajmniej w 85% ze wskazanego rocznika[4]. Samo oznaczenie cosecha oznacza zbiór[4].
- Wina crianza dojrzewają przez przynajmniej 6 miesięcy w beczkach (w niektórych regionach dłużej[2]), a później, w zależności od koloru wina i regionu są jeszcze starzone w butelkach[4]. Czerwone wina crianza mogą trafić do sprzedaży po przynajmniej 2 latach od zbioru[4].
- Wina reserva mogą być produkowane, jeśli wino nadaje się do dłuższego dojrzewania[4]. W porównaniu z cosechą obowiązkowy czas starzenia w beczce jest wydłużony dla czerwonych win do roku, a łączny okres starzenia, wliczając czas w butelce, dłuższy o rok, w zależności od koloru[4].
- Wina gran reserva muszą dojrzewać przynajmniej półtora roku w beczkach z dębu i 3,5 roku w butelkach[2]
- Wina joven są winami młodymi, które nie są starzone i przeznaczone są do szybkiej konsumpcji, mniej więcej w ciągu roku[2][4]. Niekiedy są krótko starzone w beczkach[2].